# IP-телефония
IP-телефони́я (произносится «айпи́-телефони́я») — телефонная связь по протоколу IP. Под IP-телефонией подразумевается набор коммуникационных протоколов, технологий и методов, обеспечивающих традиционные для телефонии набор номера, дозвон и двустороннее голосовое общение, а также видеообщение по сети Интернет или любым другим IP-сетям. Сигнал по каналу связи передаётся в цифровом виде и, как правило, перед передачей преобразовывается (сжимается), чтобы удалить избыточность информации и снизить нагрузку на сеть передачи данных.

## Виды IP-телефонии
1. Связь осуществляется между компьютерами с соответствующим программным обеспечением (например софтфонами), которые посредством сети Интернет или другой компьютерной сети соединяются с сервером, осуществляющим коммутацию вызовов. Возможны звонки и в телефонную сеть общего пользования (ТСОП), в этом случае сервер находит прокси-сервер (с интегрированными шлюзами) телефонной сети, где находится искомый абонент (например Skype-пользователь).
2. Абонент, имеющий телефонный аппарат, подключённый к ТСОП, звонит на телефонный номер провайдера IP-телефонии, проходит аутентификацию по ПИН-коду и набирает нужный ему номер. Прокси-сервер (с интегрированным шлюзом) провайдера находит в сети Интернет прокси-сервер, через шлюз подключённый к телефонной сети, где находится искомый абонент, и соединяется с ним. Благодаря тому, что междугородный разговор проходит не по телефонным каналам, а посредством передачи Интернет-трафика, стоимость такого вызова значительно ниже.
3. Абонент, имеющий IP-телефон (не путать с одноименным наименованием компании) с интегрированным VoIP-шлюзом, через Интернет подключён непосредственно к прокси-серверу своего провайдера IP-телефонии, который по набранному телефонному номеру ищет в Интернете соответствующий ему прокси-сервер и соединяется с ним. Тот, в свою очередь, через шлюз подключён к ТСОП, где находится искомый абонент. При обратном звонке Автоматическая телефонная станция определяет, что номер принадлежит IP-телефону и отправляет его на прокси-сервер ТСОП, который соединяется с соответствующим прокси-сервером провайдера IP-телефонии и тот посылает вызов своему абоненту. По такой схеме проходят, например, вызовы на номера с DEF-кодом 800, подключённые посредством IP-телефонии. Номера абонентов IP-телефонии похожи на обычные. Вместо IP-телефона можно использовать VoIP-шлюз с подключённым к нему обычным телефонным аппаратом.
4. Телефонная сеть предприятия или телекоммуникационной компании (оператора связи) построена на основе компьютерной IP-сети с применением софтсвитча, IP-АТС или виртуальной АТС. Внутри данной телефонной сети пользователи осуществляют связь посредством технологии IP-телефонии, управление осуществляется VoIP-сервером. Подключение к ТСОП подразумевает взаимодействие через VoIP-шлюз или непосредственно с другим софтсвичом или IP-АТС по сети передачи данных (в том числе, например, через Интернет).

## IP-телефония или VoIP?
IP-телефония использует более общую технологию VoIP (англ. Voice over IP) для организации двустороннего общения. Технология VoIP в общем случае подразумевает все варианты передачи голоса через IP, в том числе не имеющие никакого отношения к телефонии и общению людей. Например, технология VoIP применяется для передачи звука в системах IP-видеонаблюдения, в системах оповещения, при трансляции вебинаров, при просмотре фильмов в режиме онлайн и т. п.

## Применение IP-телефонии
Голосовая и видеосвязь посредством компьютерных сетей стала популярной во всём мире с конца XX века (последней декады)  и в настоящее время широко используется как частными пользователями, так и в корпоративном секторе, а также государственными органами. Применение систем IP-телефонии позволяет компаниям — операторам связи значительно снизить стоимость звонков (особенно международных) и интегрировать телефонию с сервисами Интернета, предоставлять интеллектуальные услуги.

## Функциональность
IP-телефония реализует задачи и решения, которые с помощью технологии телефонной сети общего пользования реализовать будет либо дороже, либо значительно труднее.
Примеры:
- Возможность передавать более одного телефонного звонка в рамках высокоскоростного телефонного подключения. В рамках технологии передачи данных по IP-сети применяются методики сжатия оцифрованного звука и снижения нагрузки, что в совокупности позволяет экономить до 90 % пропускной способности. Поэтому IP-телефония используется в качестве простого способа для добавления дополнительной телефонной линии дома или в офисе.
- Дополнительные функции телефонной связи, такие как:
  - определение номера звонящего
  - конференция,
  - переадресация звонка,
  - автоматический набор номера,
  - запись разговора,
  - многоканальный номер

предоставляются значительно проще (порой непосредственно на терминале пользователя) и потому нередко бесплатно, тогда как в традиционных телекоммуникационных компаниях эти возможности требуют применения дополнительного оборудования и технологий и обычно выставляются в счёт, как доп. услуга.
- Безопасные звонки, со стандартизованным протоколом (такие как SRTP). Большинство трудностей для включения безопасных телефонных соединений по традиционным телефонным линиям, такие как оцифровка сигнала, передача цифрового сигнала, уже решено в рамках IP-телефонии. Необходимо лишь произвести шифрование сигнала и его идентификацию для существующего потока данных.
- Независимость от месторасположения. Нужно только интернет-соединение для подключения к провайдеру IP-телефонии. Например, операторы центра звонков с помощью IP-телефонов могут работать из любого офиса, где есть в наличии эффективное, быстрое и стабильное интернет-подключение.
- Доступна интеграция с другими сервисами через Интернет, включая видеозвонок, обмен сообщениями и данными во время разговора, аудиоконференции, управление адресной книгой и получение информации о том, доступны ли для звонка другие абоненты.
- Дополнительные телефонные свойства — такие как маршрутизация звонка, всплывающие окна с информацией о звонящем, альтернативный GSM-роуминг и внедрение IVR — легче и дешевле внедрить и интегрировать. Тот факт, что телефонный звонок находится в той же самой сети передачи данных, что и персональный компьютер пользователя, открывает путь ко многим новым возможностям.

Дополнительно: возможность подключения прямых номеров в любой стране мира (DID).

### Мобильные номера
Переносимость телефонных номеров (англ. Mobile number portability, MNP или англ. Local Number Portability, LNP) — это сервис, который позволяет его пользователям сохранить существующий телефонный номер при переходе от одного мобильного оператора к другому. Возможность переноса телефонных номеров зависит от законодательства конкретной страны. Сервис MNP/LNP оказывает своё влияние на коммерческое применение IP-телефонии у транзитных операторов. Голосовой звонок, который пришёл по каналу IP-телефонии, маршрутизируется на мобильный телефон традиционного мобильного оператора.

### Минимальная стоимость звонка
Стоимость вызова в IP-телефонии определяется по так называемой «системе с минимальной стоимостью маршрутизации звонка» (LCR, Least Cost Routing System), которая основана на том, что осуществляется проверка пункта назначения каждого телефонного звонка, как только он сделан внутри сети, что даёт потребителю самую низкую цену.
При условии совместимости с GSM-номерами, которая сейчас[когда?] широко распространена, провайдеры систем с минимальной стоимостью маршрутизации звонка LCR больше не могут полагаться на использование префикса номера для того, чтобы определить, как перенаправить (маршрутизировать) звонок. Вместо этого им нужно знать фактическое название сети мобильного оператора для каждого звонка, чтобы осуществить его маршрутизацию.
Следовательно, IP-телефония также необходима для того, чтобы управлять совместимостью мобильных номеров MNP при маршрутизации голосового звонка. В странах без центральной базы данных, таких как Великобритания, иногда бывает нужно направлять запрос в GSM-сеть о том, к какой сети (какому оператору) принадлежит данный мобильный телефон. Поскольку IP-телефония начинает набирать обороты на рынке компаний благодаря применению функций системы минимальной стоимости маршрутизации звонка, необходимо предоставить определённый уровень надёжности при управлении звонками.
Проверки совместимости мобильных номеров MNP нужны для того, чтобы гарантировать, что качество услуги будет соответствовать требуемому; при проведении проверки совместимости мобильных номеров перед тем, как осуществится маршрутизация звонка, и тем самым гарантировать, что голосовой звонок действительно попадёт по назначению, VoIP-компании дают своим компаниям-клиентам (потребителям) гарантию, что они найдут провайдера услуг IP-телефонии. Компания-оператор, предоставляющая услугу интернет-пейджера, Tyntec, зарегистрированная в Великобритании, предоставляет услугу Voice Network Query (система передачи голосовых сообщений), эта услуга даёт возможность как традиционным операторам голосовой связи, так и VoIP-операторам отправлять запрос в GSM-сеть, запрос, направленный на то, чтобы найти домашнюю сеть для перенесённого номера.

### Номера экстренных вызовов
Из-за свойств, присущих самой технологии IP, трудно определить местонахождение пользователя. Звонки по номерам экстренных вызовов нельзя легко маршрутизировать (перенаправить) на близлежащий центр приема звонков (что важно для оперативных служб). Иногда такие системы могут маршрутизировать экстренные внутрисетевые вызовы на неэкстренные телефонные линии в нужном подразделении.

### Идентификация вызывающего абонента
В некоторых случаях VoIP-провайдеры могут позволить вызывающему абоненту имитировать какой-то не принадлежащий ему Caller ID, потенциально давая возможность демонстрировать такой ID, который фактически не является номером вызывающего абонента. Коммерческое VoIP-оборудование и программное обеспечение обычно легко даёт возможность изменять информацию о звонящем Caller ID. Несмотря на то, что эта услуга может обеспечить огромную свободу действий (см. также DID и DOD), она также даёт возможность для злоупотреблений.
Случаи злонамеренной замены Caller ID провайдером регламентируются законом.

### Дополнительные виды обслуживания
Оборудование для предоставления IP-телефонии позволяет реализовать дополнительные возможности, как доступные в обычных телефонных сетях, так и специфичные, возможные только благодаря применению программного обеспечения и интеграции с компьютерными сетями.
К ним относятся: замена гудков контроля посылки вызовов, голосовая почта, запись разговора и многие другие, ориентированные как на физических лиц, так и на абонентов внутренних телефонных сетей организаций, корпоративную связь.
Пакет услуг, предоставляемый операторами связи для телефонных сетей организаций, как правило, называют IP-Centrex или виртуальная АТС.
Услуга FMC позволяет пользователям одной организации предоставить возможность использования в качестве телефонных устройств с внутренними номерами телефонной сети мобильные телефоны и стационарные IP-телефоны, аналоговые телефоны (через VoIP-шлюз), а также программные телефоны.
Услуга виртуальный факс даёт возможность, с одной стороны, отправки электронного документа или изображения в виде факсимильного сообщения и, с другой стороны, получение поступившего факсимильного сообщения в виде изображения (в том числе с автоматической отправкой на электронную почту пользователя).

## Оборудование и программное обеспечение
Для реализации функций IP-телефонии при установлении связи используется разнородное оборудование и программное обеспечение. Клиентское оборудование или программное обеспечение используется конечным пользователем для подключения к другому клиентскому устройству (программе) либо к серверу IP-телефонии, IP-АТС через какую-либо компьютерную сеть. В случае использования открытых стандартов и протоколов возможно взаимодействие приложений и устройств разных производителей.

### Клиентское оборудование
- IP-телефон Avaya 1140E
- IP-телефон Cisco 7960 IP Phone
- Видеотелефон AddPac VP-500
- CPE - домашний роутер и ADSL-модем с функцией шлюза IP-телефонии
- IP-телефоны Grandstream, D-Link, Cisco
- VoIP-шлюз Cisco SPA112.jpg

- VoIP-шлюз — устройство, позволяющее подключить аналоговый телефонный аппарат к VoIP-серверу или непосредственно к другому клиентскому устройству IP-телефонии. Каждый аналоговый порт шлюза (FXS) представляется в компьютерной сети как VoIP-терминал. Различают VoIP-шлюзы на 1-2 порта (иногда называемые также «VoIP-адаптерами») и многопортовые устройства, которые называют шлюзами «средней» или «высокой плотности».
- IP-телефон — устройство, которое внешне выглядит как обычный современный телефонный аппарат. В действительности является сетевым устройством, похожим на мини-ПК с собственной сетевой операционной системой. Некоторые модели IP-телефонов комплектуются монохромным или цветным дисплеем для отображения номера звонящего, параметров работы и настройки.
- Видеотелефон — вариант настольного VoIP-телефона с цветным ЖК-дисплеем и встроенной видеокамерой для просмотра и передачи видеоизображения во время разговора
- SIP-DECT-телефон — цифровой беспроводной радиотелефон, работающий по стандарту DECT, базовая радиостанция которого подключается к серверу IP-телефонии посредством компьютерной сети
- Программный телефон (софтфон) — программа на настольном ПК или мобильном устройстве, выполняющая роль пользовательского терминала. Звуковая система устройства — звуковая карта и встроенные или внешние динамики или наушники и микрофон или гарнитура — служат в качестве инструмента обеспечения звука. Программный телефон лишь использует драйвер звуковой карты в используемой операционной системе. Функции сетевой связи реализуются также в операционной системе. Нередко программные телефоны по своему дизайну — внешнему виду напоминают телефонный аппарат или мобильный телефон, имеют номеронабиратель, дисплей для отображения номера звонящего или вызываемого пользователя, историю вызовов, а также встроенную адресную книгу для совершения вызова посредством щелчка на контакте, без необходимости набора номера. Нередко программный телефон выполняет роль пользовательского инструмента для унифицированных коммуникаций — обладает функциями не только голосовой связи, но и конференц-связи, видео-связи, обмена текстовыми сообщениями, передачи файлов.

Технология WebRTC позволила использовать в качестве программного телефона любой современный веб-браузер на любом ПК.
Использование софтфонов на мобильных устройствах с доступом в Интернет стало причиной появления термина "мобильная IP-телефония " (mobile VoIP, mVoIP).
- USB-телефон — пользовательское устройство, по внешнему виду, как правило, имитирующее трубку телефонного аппарата или телефонный аппарат. USB-телефон подключается к USB-порту компьютера (отсюда и название). Такое устройство, как правило, требует установки дополнительного ПО в операционную систему (или устанавливает его самостоятельно при первом подключении). В этом случае по сути является вариантом софтфона с внешней гарнитурой или акустической системой для компьютера, с дополнительным управлением из программы. Некоторые USB-телефоны являются просто USB-гарнитурой — динамиком с микрофоном. Распространены также USB-телефоны с встроенной поддержкой протоколов управления вызовами H.323, SIP и Skype и способов передачи медиаданных.

В последнее время[когда?] наблюдается тенденция использования функций VoIP в системах типа «Умный дом» — для удалённого аудио- и видеоконтроля. В результате появились IP-домофоны и различные видеокамеры для видеонаблюдения с функциями VoIP, позволяющие владельцу в автоматическом режиме получать входящий вызов на заранее определённый номер при наступлении важного события или, наоборот, предоставить возможность владельцу совершать звонок на специальный номер и управлять системой посредством тонального набора как в голосовом меню.

### Серверное оборудование (IP-АТС) и оборудование доступа
Для работы в сложной сети с большим числом пользователей необходим централизованный коммутатор — устройство или программа, реализующие функционал автоматической телефонной станции в IP-сети, VoIP-сервер. К серверам IP-телефонии относят:
- Сервер многоточечной конференции (англ. Multipoint Control Unit, MCU) — аппаратно-программное устройство, предназначенное для объединения аудио- и видеоконференции в многоточечный режим. Применяется, как правило в корпоративной среде для организации внутренней связи.
- Аппаратный VoIP-шлюз с возможностью подключения нескольких аналоговых телефонных аппаратов. Нередко обладает встроенными функциями мини-АТС и в этом случае может выполнять функции VoIP-сервера. VoIP-шлюз может быть подключён к другой аналоговой или цифровой телефонной станции на FXS-порт посредством стандартного телефонного FXO-интерфейса.
  - VoIP-GSM-шлюз — разновидность VoIP-шлюза. Устройство, предназначенное для прямой трансляции телефонного сигнала из IP-сетей в сотовую телефонную сеть и обратно.

Также существуют потоковые шлюзы — устройства, позволяющие подсоединить аналоговую или цифровую телефонную станцию к другой IP-АТС посредством компьютерной сети и реализующие функцию преобразования.
- Цифровая АТС с возможностью подключения VoIP-терминалов пользователей посредством компьютерной сети, благодаря наличию специальной сетевой карты или дополнительной платы расширения с поддержкой подключения к компьютерной сети и реализующей функции VoIP.
- Программный коммутатор (софтсвитч) — программа, работающая на любом аппаратном сервере или виртуальной машине под управлением сетевой операционной системы. Благодаря тому, что программное обеспечение легко может быть доработано, в софтсвичах реализуется самая различная логика работы и инструменты интеграции с другими системами. Некоторые софтсвичи интегрированы в специальное отдельное аппаратное устройство и не могут быть установлены в никакое другое устройство.
- Виртуальная АТС — разновидность софтсвича, предлагаемая как услуга какой-либо телекоммуникационной компанией

## Протоколы
Протоколы обеспечивают регистрацию клиентского устройства (шлюз, терминал или IP-телефон) на сервере или так называемом привратнике провайдера, вызов и/или переадресацию вызова, установление голосового или видеосоединения, передачу имени и/или номера абонента. В настоящее время широкое распространение получили следующие протоколы:
- RTP/RTCP — парные транспортные протоколы, обеспечивающие пакетную передачу оцифрованных медиаданных в IP-сети. Для управления сеансом связи и его параметрами используются сигнальные протоколы, которые, в частности, определяют параметры передачи медиа-трафика. Для обеспечения безопасности могут применяться SRTP/SRTCP или DTLS
- SIP — протокол сеансового установления связи, обеспечивающий управление взаимодействием и согласование параметров передачи голоса, видео, сообщений систем мгновенного обмена сообщений и произвольной нагрузки, для сигнализации обычно использует порт 5060 UDP. Поддерживает контроль присутствия.
- H.323 — рекомендация ITU-T, стек протоколов, более привязанный к системам традиционной телефонии, чем SIP, сигнализация по порту 1720 TCP, и 1719 TCP для регистрации терминалов на гейткипере.
- MGCP — протокол управления медиашлюзами (заменил SGCP).
- Megaco/H.248 — протокол управления медиашлюзами, развитие MGCP.
- SIGTRAN — набор протоколов туннелирования PSTN-сигнализации ОКС-7 через IP на программный коммутатор (Softswitch).
- SCTP — протокол для организации гарантированной доставки пакетов в IP-сетях.
- SCCP (Skinny) — ранее закрытый протокол управления терминалами (IP-телефонами и медиашлюзами) в продуктах компании Cisco, ныне открытый.
- Jingle (дополнение к XMPP / Jabber).
- IAX2 — протокол для обмена данными между IP-PBX Asterisk. Через 4569 UDP-порт передается и сигнализация, и медиатрафик.
- UNIStim — ранее закрытый протокол передачи сигнального трафика в продуктах компании Nortel, ныне открытый.
- WebRTC — веб-технология установления VoIP-соединения внутри протокола HTTP илли HTTPS, медиатрафик передается посредством DTLS. Применяется в современных веб-браузерах.

## Кодирование речи
Для передачи голоса по IP-сети человеческий голос оцифровывается при помощи импульсно-кодовой модуляции, сжимается (кодируется) и разбивается на пакеты. На принимающей стороне происходит обратная процедура — данные извлекаются из пакетов, декодируются и преобразуются обратно в аналоговый сигнал.
Кодирование вносит дополнительную задержку порядка 15—45 мс, возникающую по следующим причинам:
- использование буфера для накопления сигнала и учёта статистики последующих отсчётов (алгоритмическая задержка);
- математические преобразования, выполняемые над речевым сигналом, требуют процессорного времени (вычислительная задержка).

Подобная задержка появляется и при декодировании речи на другой стороне.
Задержку кодека необходимо учитывать при расчёте сквозных задержек (см. выше). Кроме того, сложные алгоритмы кодирования/декодирования требуют более серьёзных затрат вычислительных ресурсов системы.
Проведённый в различных исследовательских группах анализ качества передачи речевых данных через Интернет показывает, что основным источником возникновения искажений, снижения качества и разборчивости синтезированной речи является прерывание потока речевых данных, вызванное:
- потерями пакетов при передаче по сети связи;
- превышением допустимого времени доставки пакета с речевыми данными.

Это требует решения задачи оптимизации задержек в сети и создание алгоритмов компрессии речи, устойчивых к потерям пакетов (восстановления потерянных пакетов).

### Кодеки
Применяемые алгоритмы сжатия голоса при передаче по IP-сети довольно разнообразны. Некоторые практически не сжимают голос, оставляя его на уровне импульсно-кодовой модуляции (то есть 64 килобит/с), другие кодеки позволяют сжимать цифровой голосовой поток в 8 и более раз за счёт эффективных алгоритмов кодирования. Существует немало хороших свободных кодеков, использование которых не требует лицензирования. Для других же требуется достижение соответствующей лицензионной сертификации между производителем оборудования (программного обеспечения) и авторами метода сжатия.
| Открытые: - CELT - GSM - G.711 μ-law - G.711 a-Law - G.722 - G.726 - Opus - Speex - iLBC | Проприетарные: - G.729 - G.729A - G.723 - G.723.1 |

Сравнительные характеристики VoIP-кодеков:
| Кодек         | Полезная нагрузка пакета, байт | Скорость передачи, кбит/с | Алгоритмическая задержка, миллисекунд | Занимаемый поток, кбит/с | Занимаемый поток, кбит/с |
| Кодек         | Полезная нагрузка пакета, байт | Скорость передачи, кбит/с | Алгоритмическая задержка, миллисекунд | IP-пакеты                | Ethernet-фреймы          |
| ------------- | ------------------------------ | ------------------------- | ------------------------------------- | ------------------------ | ------------------------ |
| G.711         | 160                            | 64                        | 20                                    | 78                       | 80                       |
| G.723.1 (6.3) | 24                             | 6,3                       | 37,5                                  | 6,9                      | 17,1                     |
| G.723.1 (5.3) | 20                             | 5,3                       | 37,5                                  | 5,9                      | 16                       |
| G.726-32      | 160                            | 32                        | 20                                    | 32,8                     | 42,7                     |
| G.726-24      | 160                            | 24                        | 20                                    | 24,8                     | 34,7                     |
| G.726-16      | 160                            | 16                        | 20                                    | 16,8                     | 26,7                     |
| G.729 (8)     | 20                             | 8                         | 25                                    | 8,8                      | 18,7                     |
| G.729 (6.4)   | 16                             | 6,4                       | 25                                    | 7,2                      | 17,1                     |

## Оптимизация задержек в сети и снижение нагрузки
Основными преимуществами IP-телефонии является снижение требований к полосе пропускания, что обеспечивается учётом статистических характеристик речевого трафика:
- блокировкой передачи пауз (диалоговых, слоговых, смысловых и др.), которые могут составлять до 40-50 % времени занятия канала передачи (VAD);
- высокой избыточностью речевого сигнала и его сжатием (без потери качества при восстановлении) до уровня 20-40 % исходного сигнала (см.: аудиокодек).

В то же время для IP-телефонии критичны задержки пакетов в сети, хотя технология обладает некоей толерантностью (устойчивостью) к потерям отдельных пакетов. Так, потеря до 5 % пакетов не приводит к ухудшению разборчивости речи.
При передаче телефонного трафика по технологии IP должны учитываться жёсткие требования стандарта TL9000 к качеству услуг, характеризующие:
1. качество установления соединения, определяемое в основном быстротой установления соединения,
2. качество соединения, показателем которого являются сквозные (воспринимаемые пользователем) задержки и качество воспринимаемой речи.

Общая приемлемая задержка по стандарту — не более 250 мс. Причины задержек в передаче голосовых данных по сети IP в большой степени связаны с особенностями транспорта пакетов. Протокол TCP обеспечивает контроль доставки пакетов, однако достаточно медленный и потому не используется для передачи голоса. UDP быстро отправляет пакеты, однако восстановление потерянных данных не гарантируется, что приводит к потерянным частям разговора при восстановлении (обратном преобразовании) звука. Немалые проблемы приносит джиттер (отклонения в периоде поступления-приёмки пакетов), появляющийся при передаче через большое число узлов в нагруженной IP-сети. Недостаточно высокая пропускная способность сети (например, при одновременной нагрузке несколькими пользователями), серьёзно влияет не только на задержки (то есть рост джиттера), но и приводит к большим потерям пакетов.
Для решения подобных проблем предлагается комплекс мер:
- использование алгоритмического восстановления потерянных частей голоса (усреднение по соседним данным)
- приоритезация трафика во время транспорта в одной сети при помощи пометки IP-пакетов в поле Type of Service
- использование изменяемого джиттер-буфера необходимой длины, который позволяет накапливать пакеты и выдавать их снова с нормальной периодичностью
- отключение проксирования медиаданных на узком месте сети, то есть достижение прямого обмена речью между узлом звонящего и вызываемого абонента при посредничестве промежуточных серверов только на этапе установления и завершения вызова
- применение кодеков с меньшей алгоритмической задержкой (для уменьшения нагрузки на процессор, осуществляющий АЦП и ЦАП)

### Безопасность соединения
Многие потребительские реализации IP-телефонии не поддерживают криптографического шифрования несмотря на то, что наличие безопасного телефонного соединения намного проще внедрить в рамках IP-технологии, чем в традиционных телефонных линиях. В результате при помощи анализатора трафика относительно несложно установить прослушивание IP-звонков, а при некоторых ухищрениях — даже изменить их содержание.
Тот, кто вторгается с использованием анализатора сетевых пакетов, имеет возможность перехватить IP-звонки, если пользователь не находится в рамках защищённой виртуальной сети VPN. Эта уязвимость в безопасности может привести к атакам со сбоями (отказами в обслуживании) у пользователя или у кого-то, чей номер принадлежит той же сети. Эти отказы в обслуживании могут полностью уничтожить телефонную сеть, нагрузив её мусорным трафиком и создав постоянный сигнал «занято» и увеличив количество разъединений абонентов.
Однако данная проблема касается и традиционной телефонии, так как абсолютно защищённых способов связи не существует.
Потребители могут обезопасить свою сеть, ограничив доступ в виртуальную локальную сеть данных, спрятав свою сеть с голосовыми данными от пользователей. Если потребитель поддерживает безопасный и правильно конфигурируемый межсетевой интерфейс-шлюз с контролируемым доступом, это позволит обезопасить себя от большинства хакерских атак. Существует свободное ПО, такое как Wireshark, облегчающее анализ трафика IP-разговоров.
Некоторые вендоры используют сжатие, чтобы перехват информации было труднее выполнить. Есть мнение, что настоящая безопасность сети требует проведения полного криптографического шифрования и криптографической аутентификации. Однако, по некоторым параметрам IP-телефония выигрывает у традиционной в плане безопасности.
Существующий сейчас стандарт безопасности SRTP и новый ZRTP-протокол доступны на некоторых моделях IP-телефонов (Cisco, Yealink SNOM и др.), аналоговых телефонных адаптерах (Analog Telephone Adapters, ATAs), шлюзах, а также на различных софтфонах. Можно использовать IPsec, чтобы обеспечить безопасность P2P VoIP с помощью применения альтернативного шифрования (opportunistic encryption). Программа Skype не использует SRTP, но там используется система шифрования, которая прозрачна для Skype-провайдера.
Решение Voice VPN (которое представляет собой сочетание технологии VoIP и VPN) предоставляет возможность создания безопасного голосового соединения для VoIP-сетей внутри компании путём применения IPSec-шифрования к оцифрованному потоку голосовых данных.
Также возможно произвести многоуровневое шифрование и анонимизацию всего VoIP-трафика (голоса, видео, служебной информации и т. д.) с помощью сети I2P.

## Статистика трафика
Любое VoIP-соединение имеет целый ряд параметров, общепринятых как точные показатели оценки качества соединения. Кроме того, большинство существующих операторов IP-телефонии при оказании услуг позволяет даже выбирать узел, через который пройдет звонок, не только руководствуясь ценой, но и дополнительными статистическими параметрами, характеризующими качество связи:
- ASR/ABR — отношение количества обслуженных звонков к числу попыток позвонить в процентах. Характеризует наилучший дозвон.
- ACD — средняя продолжительность звонков через узел на данное направление; процент состоявшихся звонков с длительностью меньше 30 секунд. Характеризует наиболее устойчивую связь во время разговора.
- ALOC (англ. Average Length Of Conversation — средняя продолжительность разговора). Усреднённый показатель длительности состоявшихся вызовов на каком-либо направлении. См. документ Международного союза электросвязи (ITU) рекомендации: E.434: «Quality of service, network management and traffic engineering — Network management — Checking the quality of the international telephone service».

Иногда операторами связи для оценки направления применяются и другие статистические параметры: нагрузка в эрлангах, посленаборная задержка (PDD), процент потери пакетов (QoS), максимальное нарастание вызовов в секунду (Calls per seconds, CPS).
Подробную информацию о каждом конкретном вызове станция/сервер IP-телефонии записывает в виде CDR-записей (подробных записей о вызове). Каждая запись содержит номер звонящего (А-номер) и вызываемого (Б-номер), абонентов, IP-адреса (или доменные имена), время и продолжительность вызова, а также инициатора и причину завершения. Подробные записи о вызовах (Call Detail Record) зачастую выгружаются на биллинговую систему для анализа и последующей блокировки учётной записи звонящего при необходимости авторизации вызовов (RADIUS). Такой метод проверки обычно характерен для postpaid-систем оплаты.
Также применяется онлайн-учёт в биллинге посредством процедуры Accounting в протоколе RADIUS, что удобно в системах prepaid-оплаты.